# Kapelle von Dsordsor
Koordinaten: 39° 11′ 16″ N, 44° 28′ 34″ O

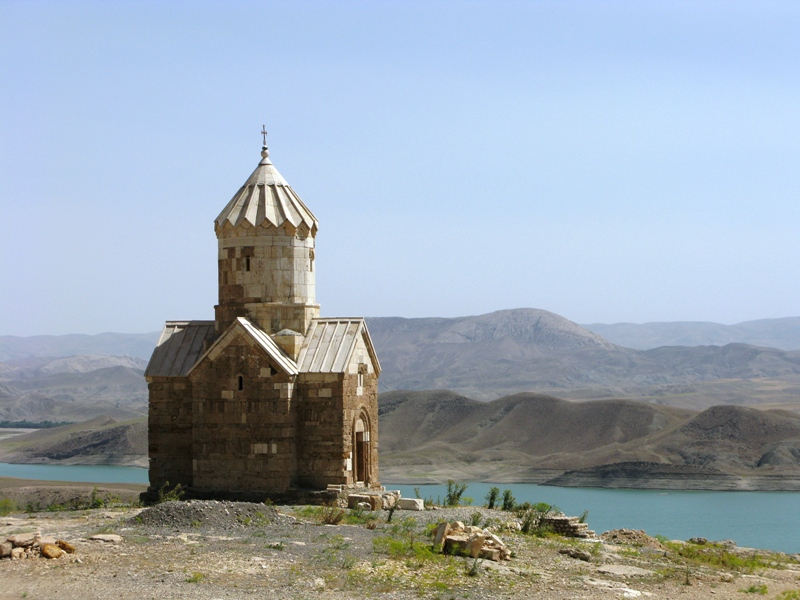
Heilige-Muttergotteskapelle von Dsordsor

Die Heilige-Muttergotteskapelle von Dsordsor, auch Zorzor, Dzordzor (armenisch Ձորձոր) war ursprünglich Teil eines armenisch-apostolischen Klosters aus dem 9. Jahrhundert nahe dem Dorf Barun im Landkreis Maku der iranischen Provinz West-Aserbaidschan. Das Kloster hatte seine Blütezeit im 14. Jahrhundert, bevor es im frühen 17. Jahrhundert unter dem Schah Abbas I. aufgegeben und zerstört wurde, als dieser sich entschied, die Armenier aus der Region zu deportieren.
Die Kapelle der Heiligen Mutter Gottes (auf ostarmenisch: Surb Astvatsatsin) ist das einzige Überbleibsel des Klosterkomplexes. Der Bau dieser Kreuzkuppelkirche aus sorgfältig geschnittenen Kalksteinblöcken, der in der Mitte von einem außen sechzehnseitigen Tambour mit Kuppel gekrönt ist, reicht bis ins 9. und 10. Jahrhundert zurück. Nach der Islamischen Revolution im Iran 1979 wurde das Gebäude 1987–1988 von seinem ursprünglichen Platz um 600 Meter versetzt, da man einen Damm am Fluss Makutschai (Zangmar) bauen wollte. Im Einvernehmen mit der Armenischen Apostolischen Kirche wurde das Gebäude bei dieser Gelegenheit auch restauriert.
Die Kapelle ist seit 2008, zusammen mit dem Kloster Sankt Thaddäus und dem Kloster Sankt Stephanos, Bestandteil der UNESCO-Welterbestätte Armenische Klosteranlagen in Iran.